# Hutzwaluw
De hutzwaluw (Hirundo domicola) is een zwaluw uit het geslacht Hirundo.

## Verspreiding en leefgebied
Deze soort komt voor in zuidelijk India en Sri Lanka.

## Status
De hutzwaluw komt niet als aparte soort voor op de lijst van het IUCN, maar is daar een ondersoort van de zuidzeezwaluw (Hirundo javanica).